# Ourtzagh
Ourtzagh är en ort i Marocko.   Den ligger i provinsen Taounate och regionen Fès-Meknès, 180 km öster om huvudstaden Rabat.